# Yuli Turovsky
Yuli Turovsky (en russe : Юлий Туровский) (né le 7 juin 1939 à Moscou, et mort le 15 janvier 2013 à Montréal) est un violoncelliste, un professeur de musique et un chef d'orchestre russe et canadien, montréalais, et le fondateur-directeur de l'orchestre de chambre I Musici de Montréal (1983-2010), reconnu internationalement, puis Nouvelle Génération (2011-) pour lui succéder.

## Biographie
Yuli Turovsky entreprend l'apprentissage du violoncelle à l'âge de sept ans et entre au conservatoire Tchaïkovski dans la classe de Galina Kozoloupova, l'une des légendes russes du violoncelle. Ayant poursuivi ses études doctorales, il est ensuite reconnu comme l'un des meilleurs violoncellistes de l'Union soviétique. Vainqueur, en 1969, du Concours de violoncelle de l'URSS et s'étant illustré par un 2e prix lors du Concours international Printemps de Prague en 1970, il voyage dans plusieurs pays en tant que membre de l'Orchestre de chambre de Moscou de Roudolf Barchaï.
En 1976, il quitte l'URSS, avec sa femme la violoniste Eleonora Leonova-Turovsky (du même âge) et leur fille Natasha (ensuite devenu violoniste et artiste peintre) et avec son père à lui (un avocat journaliste). Il se fixe à Montréal en 1977, où il joue en duo avec sa femme (le Duo Turovsky) et, jusqu'en 1993, en trio avec Rotislav Dubinsky, jusque-là premier-violon du Quatuor Borodine (toujours actif, mais composé de musiciens différents) et Luba Edlina-Dubinsky, pianiste (le Trio Borodine).
Il avait enseigné son art à l'École centrale de musique de Moscou et, en tant qu'adjoint de Galina Kozoloupova au Conservatoire de Moscou, ce qu'il continue au Conservatoire de musique du Québec (1977-1985) et à la Faculté de musique de l'Université de Montréal (1979-2012).
En 1983, il fonde avec sa femme (virtuose du violon et professeur à l'Université Concordia) l'ensemble I Musici de Montréal, un ensemble permanent de 15 musiciens dont le vaste répertoire s'étend de la musique baroque à la musique contemporaine,, et avec lequel il parcourt le monde, donnant plus de cent concerts par année.
De 1996 à 1999, il est, en outre, directeur artistique du Centre d'arts Orford, qu'il dote d'emblée d'un Concours international de musique,.
Yuli Turovsky, est intronisé dans l'Ordre national du Québec en juin 2010 et, déjà très souffrant de la maladie de Parkinson, il dirige une partie du premier programme de l'orchestre de chambre Nouvelle Génération, pour son dernier concert en carrière, le 18 mai 2011, à la salle Pollack, à Montréal. Ce nouvel orchestre de chambre,, il venait de le fonder pour accueillir ses étudiants (anciens et actuels) et ceux de son épouse et il était dirigé, sous cette nouvelle appellation, par de jeunes musiciens (dont Alain Aubut, Airat Ichmouratov et Stéphane Tétreault), qu'il a formés ou lui-même choisis.
Fin janvier 2012, il reçoit un Prix Opus. Sa femme meurt en mars 2012. Il assiste, ému, en avril 2012, à la Maison symphonique de Montréal, à la première interprétation du Concerto pour violoncelle de Dvorak par son très doué disciple, « l'élève de sa vie », Stéphane Tétreault, sur le fameux violoncelle Stradivarius (dit « Paganini, Comtesse de Stainlein »), qui venait de lui être prêté à long terme par une mécène. En juin 2012, le Gouverneur général du Canada vient transmettre à Yuli Turovsky, à domicile, les insignes d'officier de l'Ordre du Canada.
Yuli Turovsky meurt dans sa ville d'accueil, Montréal, le 15 janvier 2013 . — Même le quotidien Izvestia (en Russie) s'empresse alors de rendre hommage à sa mémoire. Quelque 300 personnes, dont plusieurs musiciens, se sont réunies à Montréal le lundi suivant, autour de son cercueil fermé, pour lui rendre hommage.
En carrière, Yuli Turovsky aura participé à plus de cent enregistrements, notamment pour Melodya, CBS, RCI, Chandos, puis pour Analekta, tant comme violoncelliste soliste (virtuose) que chambriste ou chef d'orchestre. Parmi ses élèves violoncellistes, outre Stéphane Tétreault, sont reconnus Alain Aubut, Yegor Dyachkov, Claude Lamothe, entre autres.

## Honneurs
- 2010 : Chevalier de l'Ordre national du Québec, en 2010[19]
- 2012 : Prix Hommage, lors de la cérémonie des Prix Opus du 29 janvier 2012[9]
- 2012 : Officier de l'Ordre du Canada, réception des insignes à son domicile le 11 juin 2012[20]